# Station Biały Bór
Station Biały Bór is een spoorwegstation in de Poolse plaats Biały Bór.